# Felipe Bigarny

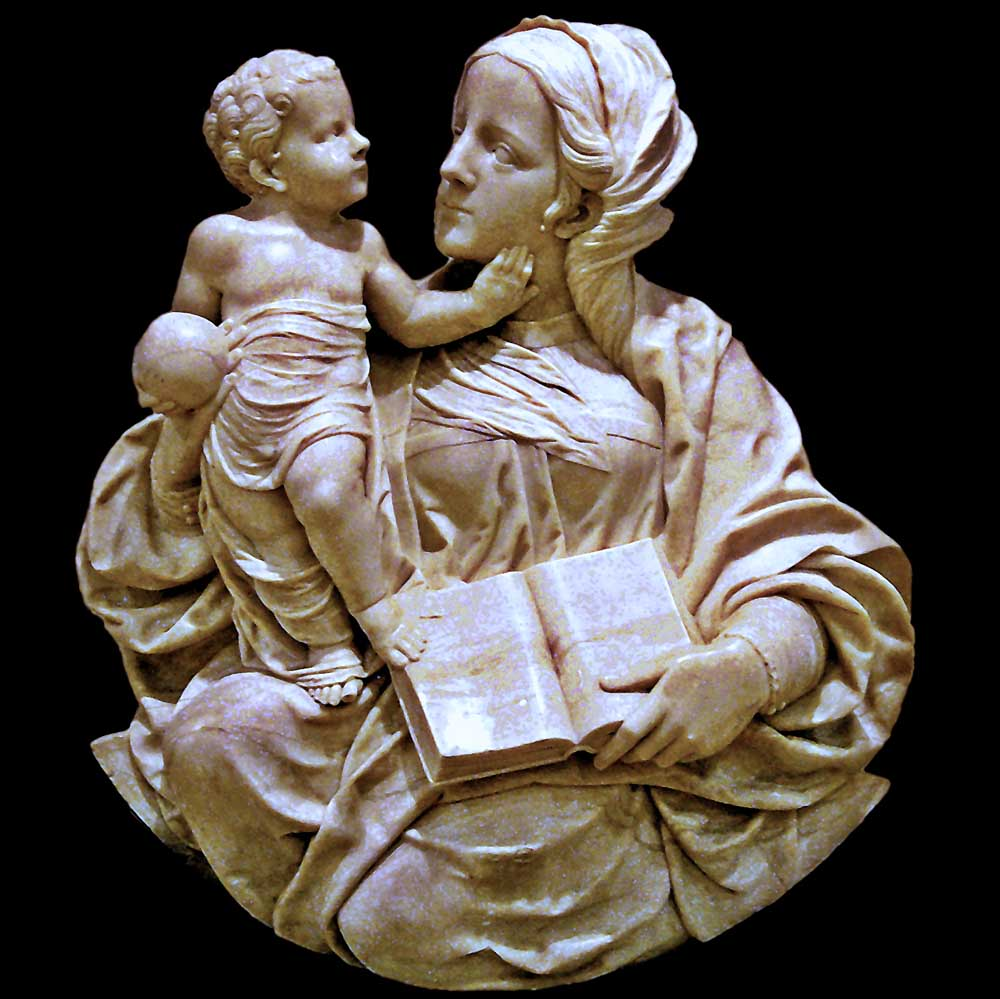
Virgen con niño atribuida a Felipe Bigarny (Museo Nacional de Escultura de Valladolid).

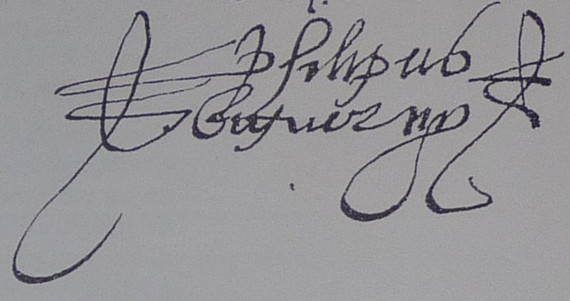
Firmaba con su nombre latinizado Philipus Biguerny.

Felipe Bigarny, nombrado también como Felipe Vigarny, Felipe Biguerny o Felipe de Borgoña, apodado el Borgoñón (Langres, Borgoña, c. 1475 – Toledo, 10 de noviembre de 1543), fue un maestro escultor y tallista borgoñón radicado en España, considerado como uno de los más insignes del Renacimiento español. Presentó además algunos proyectos como arquitecto.
En sus obras coexisten rasgos flamencos, borgoñones, españoles y renacentistas italianos. Consiguió un gran prestigio y se convirtió en el maestro de escultura y talla de la Catedral de Burgos. También intervino en importantes obras por toda la Corona de Castilla, con lo que llegó a manejar varios talleres simultáneamente, lo que le proporcionó una buena posición socioeconómica.

## Trayectoria

### Juventud
Nació en Langres (Borgoña), se cree que en 1475. Teniendo ya unos años parece que viajó a Italia, ya que cuando era mayor señaló que había estado en Roma en su juventud. Este viaje a Italia explicaría sus conocimientos del Renacimiento italiano anterior al año 1500; muchos rasgos de este estilo estuvieron presentes en su formación inicialmente gótica.

### Vida en España
En 1498, con unos 23 años, realizaba el Camino de Santiago cuando se detuvo en Burgos. Allí le encargaron los relieves del trasaltar mayor de la catedral, realizándolos con gran éxito, lo que le conllevaría la contratación de nuevos trabajos y su residencia de por vida en España. Sería el inicio de una imparable actividad en todos los géneros escultóricos, trabajando como decorador e imaginero, con piedra y madera.

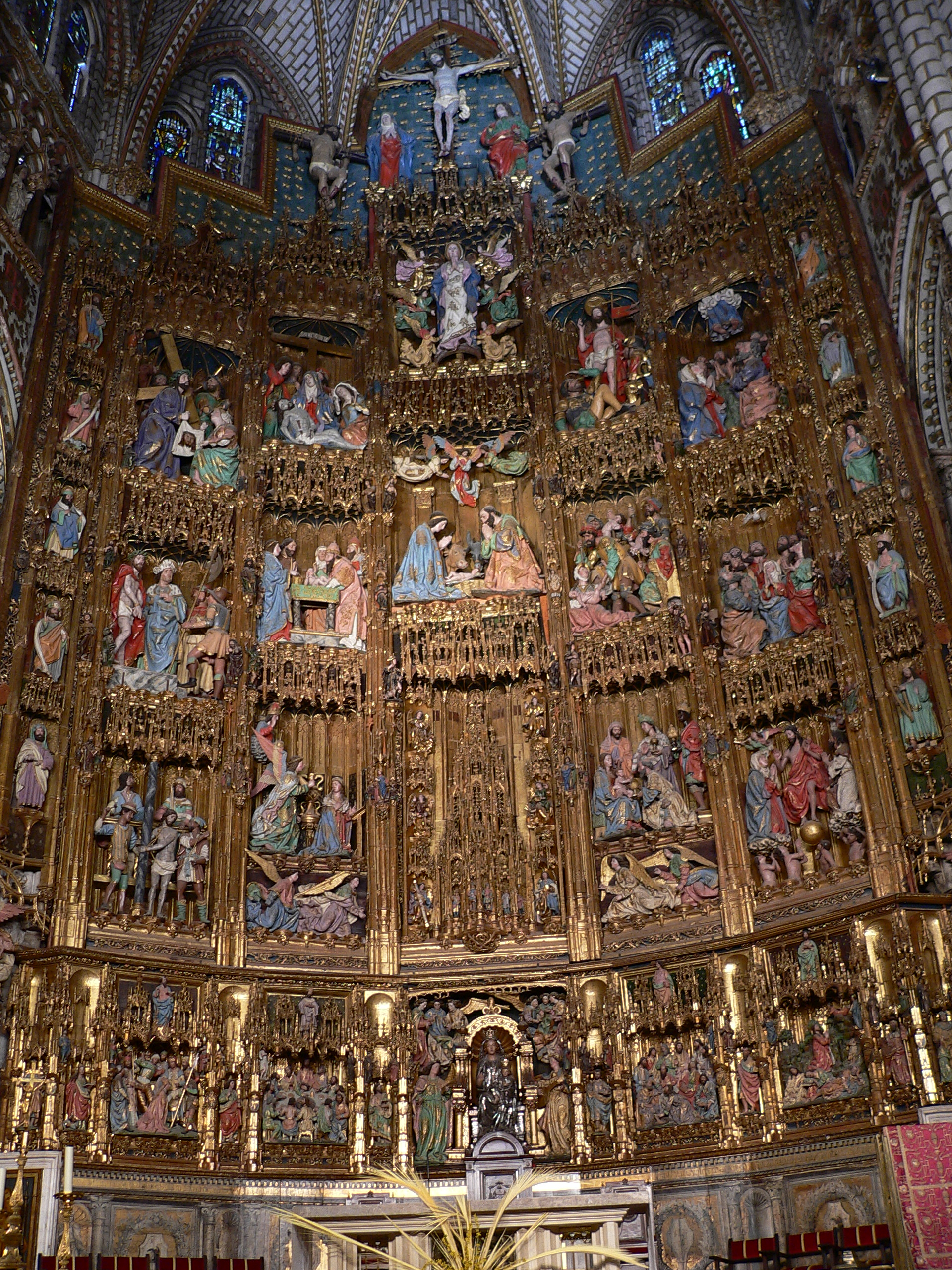
Retablo de la catedral de Santa María de Toledo.

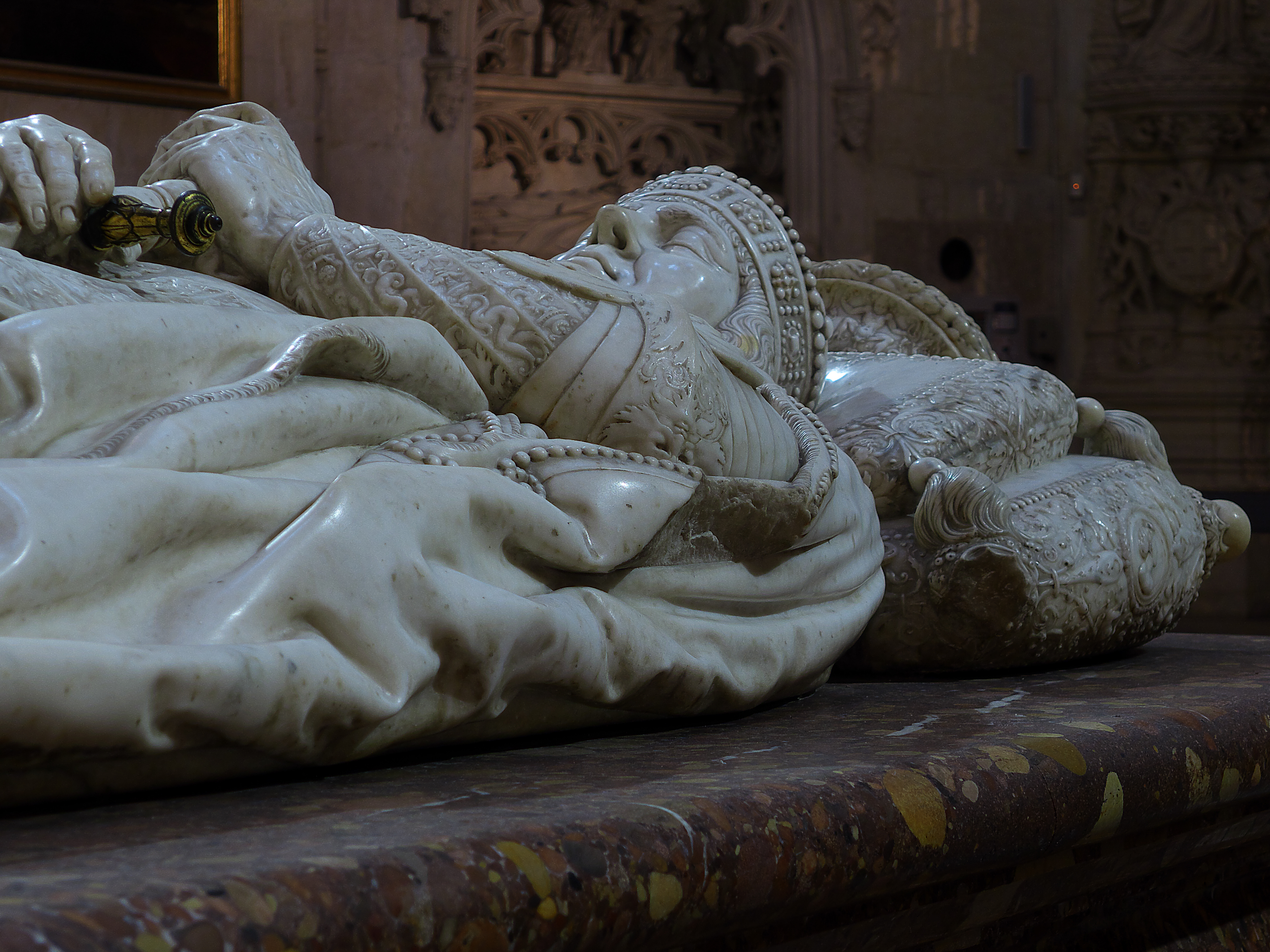
Pedro Fernández de Velasco y Manrique de Lara. Capilla del Condestable, Catedral de Burgos.

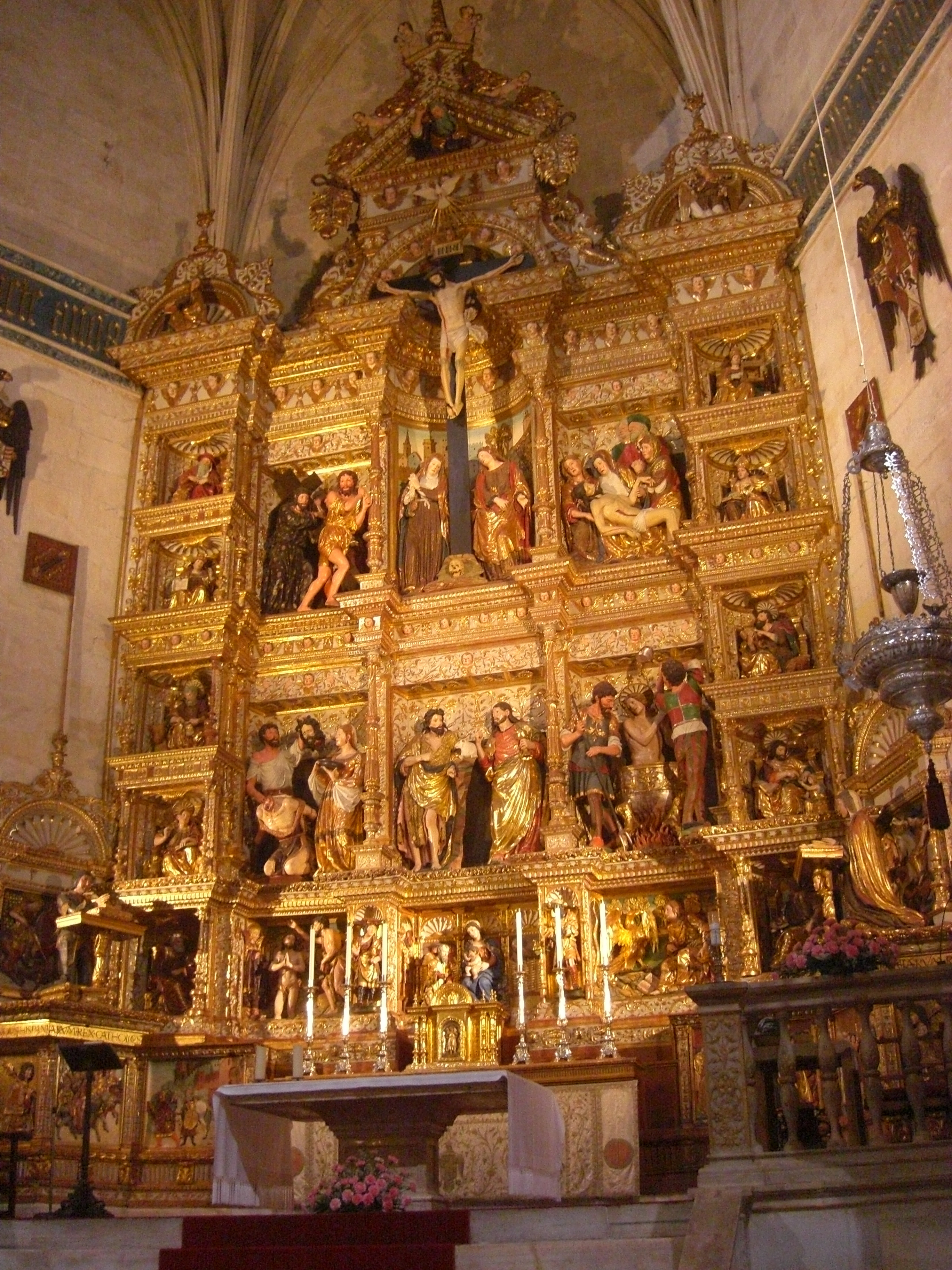
Retablo mayor (1520-1522) de la Capilla Real de Granada, obra maestra del arte plateresco.

En 1499 diseñó las trazas del retablo mayor de la catedral de Santa María de Toledo, contratado por el cardenal Cisneros, arzobispo de ésta, preparando además una figura de San Marcos y comprometiéndose a esculpir cuatro relieves principales, de los que se le atribuyen inequívocamente los dos superiores de la calle central, terminando estos encargos en 1504. En estos años también realizó algunas imágenes para el retablo de la Universidad de Salamanca.
Seguidamente comenzó a preparar la decoración de la capilla del Sagrario de la Catedral de Palencia, dejando bien claro que aunque se hiciera el trabajo en su taller, el artista se comprometía a esculpir todos los rostros y manos. El 12 de diciembre de 1506, Bigarny entregó diecisiete esculturas (entre las que iba un San Antolín ya policromado) y el 19 de octubre de 1509 entregó las nueve restantes. Estas finalmente se colocaron en el retablo mayor. Ese año volvió a Burgos a trabajar junto con Andrés de Nájera en la sillería del coro de la catedral, quedando terminada en 1512. Se le atribuyen a él y a su taller los tableros de la fila superior de las sillas laterales.
En 1513 diseñó el baldaquino del sepulcro de santo Domingo para la Catedral de Santo Domingo de la Calzada, que sería llevado a cabo por Juan de Rasines.
En 1516 comenzó a trabajar en la portada y retablo mayor de la iglesia de Santo Tomás de Haro, finalizando en 1519. Ese año residió un tiempo en Casalarreina, lo que llevó a pensar que habría colaborado en la construcción del Monasterio de Nuestra Señora de la Piedad, sin haber datos que así lo indiquen.
En estos años realizó un relieve del retrato de perfil del Cardenal Cisneros, que actualmente se encuentra en la Universidad Complutense de Madrid. Hay datos sobre la realización de otro de Antonio de Nebrija.
Contrajo matrimonio con María Sáez Pardo, viuda con hijos que habían emigrado a América; con ella tuvo cinco hijos. El primero, Gregorio Pardo, nació en 1517. Al crecer sería el único hijo que continuaría con la labor de su padre, colaborando con este en sus últimos años, manteniendo el taller paterno en la diócesis de Toledo. Su bella hija Clara era conocida en Burgos como La niña de plata.
En enero de 1519 firmó una capitulación de comandita por cuatro años con Alonso Berruguete, recientemente regresado de Italia, que solo unos días antes había contratado la elaboración del sepulcro del gran canciller Juan Selvaggio, fallecido en 1518, durante la estancia de la corte del emperador Carlos V en Zaragoza. Labrado en alabastro, es posible que Berruguete buscase la colaboración de Bigarny por contar este con una experiencia en el trabajo de la piedra de la que el palentino carecía. Instalado en una de las capillas del monasterio de Santa Engracia, resultó destruido junto con el monasterio en el primer sitio de Zaragoza por las tropas napoleónicas, conservándose solo un fragmento de un ángel con un escudo en el Museo de Zaragoza. La colaboración con Berruguete pudo continuar en el retablo mayor de la Capilla Real de Granada, a la que fue llamado a trabajar el palentino en 1521, aunque la participación de Berruguete es posible que se limitase a tomar alguna participación en su diseño, pues en la ejecución de lo escultórico, en la que se advierten dos manos, Bigarny habría sido ayudado por Jacopo Florentino, a quien corresponderían las formas más clásicas.

#### Colaboración con Diego de Siloé
Al regresar a Burgos empezó a colaborar con el burgalés Diego de Siloé, quien tras terminar su formación en Italia habría vuelto a su ciudad hacia 1519. Con él hizo en 1523 el retablo de san Pedro en la capilla del Condestable de la Catedral de Burgos. En la misma capilla realizaron entre 1523 y 1526 las figuras del retablo mayor, con la Presentación de Jesús en el Templo, considerada una de las más bellas obras del Renacimiento hispánico. Antes de 1534 Bigarny habría realizado también las esculturas yacentes de los fundadores de la capilla, Pedro Fernández III de Velasco y su esposa.
Con Diego de Siloé tuvo cierta rivalidad. Consciente de su fama y respeto en la ciudad, Bigarny tomó residencia permanente en Burgos, primero en un inmueble en el barrio de San Juan y después en una destacada vivienda junto a la Casa de la Moneda.
De 1524 es el contrato para el sepulcro del canónigo Gonzalo Díez de Lerma, también en la catedral de Burgos, en la Capilla de la Presentación. Es muy expresivo y tiene influencias del estilo de Diego de Siloé.
En estos años se le atribuyen las obras no documentadas de un retablo de Santiago de la Puebla (Salamanca) y las esculturas de la Virgen de la Silla y Virgen con Niño para la iglesia de la Asunción de El Barco de Ávila; esta última se expone en el Museo Nacional de Escultura de Valladolid. También por similitud con alguna de sus obras, se le atribuye el sepulcro del canónigo Diego Bilbao y un retablo que se conserva en la parroquia de Cardeñuela Riopico.
Apareció en el libro de 1526 Medidas del Romano de Diego de Sagredo como uno de los interlocutores y fue alabado como singularísimo artífice en el arte de la escultura y estatuaria. Entonces le llegaron encargos de numerosos lugares de España.
En 1527 terminaba el retablo de la Descensión o del Pilar en la Catedral de Toledo, que probablemente habría empezado en 1520. Esta obra también está muy influida por el estilo de Siloé, aunque poco después la relación con éste se enturbió a causa de diferencias en la contratación de la construcción de la torre de la iglesia de la Asunción de Nuestra Señora de Santa María del Campo, por lo que Siloé puso y ganó un pleito contra Bigarny.

#### Últimos años
En 1530 da un parecer sobre la obra de la Catedral de Salamanca. Entre 1531 y 1533 realiza el sepulcro del obispo Alonso de Burgos, para la capilla del Colegio de San Gregorio de Valladolid (Museo Nacional de Escultura). Este trabajo aunque fue muy elogiado tiene menor mérito. En 1534 elabora el sepulcro de Pedro González Manso, obispo de Osma, para el monasterio de San Salvador de Oña.
Al morir su esposa, se casó en 1535 con Francisca Velasco; y tuvo otros cinco hijos. En 1535 el cabildo de Toledo le solicitó unas trazas para ejecutar la sillería del coro de la catedral, además de a Diego de Siloe, Juan Picardo y Alonso Berruguete. Finalmente se las encargaron a Bigarny y Berruguete que se comprometían el 1 de enero de 1539 a hacer treinta y cinco sillas cada uno. Felipe realizaría las del lado del Evangelio y además debería hacer también la arzobispal.
En 1536 firma un contrato para realizar en dos años los sepulcros de Diego de Avellaneda, obispo de Tuy (diseñado para su colocación original en el Monasterio de San Jerónimo de Espeja, en Espejón, Soria) y el de su padre (hoy conservado en Alcalá de Henares). En 1539 todavía no había podido realizarlos por su dedicación a otros encargos, subcontratando las figuras de bulto a Enrique de Maestrique. Sería una de las obras inconclusas a su muerte, siendo terminada por Juan de Gómez. El sepulcro de Diego de Avellaneda fue comprado por el Estado español en 1932 para formar parte de la colección permanente del Museo Nacional Colegio de San Gregorio de Valladolid.
En 1541 le contratan un retablo para el Museo-Hospital de Santa Cruz en Toledo, que no llegaría a ejecutar.
Murió en 1542 teniendo contratadas y en ejecución obras en Toledo (donde Berruguete terminaría su parte inconclusa), Peñaranda de Duero, Valpuesta y en Burgos. Tenía un taller organizado en cada uno de esos lugares, de los que en su ausencia se encargaba alguno de sus oficiales. Entre ellos se encontraron Maese Enrique, Diego Guillén, Sebastián de Salinas, Juan de Goyaz y su hijo Gregorio Pardo. Entre estos destacó Diego Guillén, su oficial de confianza, casado con una cuñada de Bigarny.
Fue sepultado en el desaparecido convento de San Pablo de Burgos.

### Descendientes
Con María Sáez Pardo tuvo cinco hijos, entre los que pudo estar el escultor Gregorio Pardo. Su hija Clara era conocida en Burgos por su belleza y apodada la niña de plata. Con Francisca Velasco tuvo otros cinco hijos.

## Su estilo
Sus obras de finales del siglo XV en Burgos presentan un estilo notablemente innovador y son fácilmente identificables por unos rasgos muy marcados, que logró imponer a su amplio y disciplinado taller.

## Obras
Las ciudades con mayor número de obras del escultor son Burgos, al ser la ciudad donde vivió gran parte de su vida, y Toledo, ciudad donde tenía taller propio.

### Escultura
Fue el arte en el que más trabajó. En él tuvo éxitos que lo llevaron a ser famoso en su época.

#### Catedral de Burgos

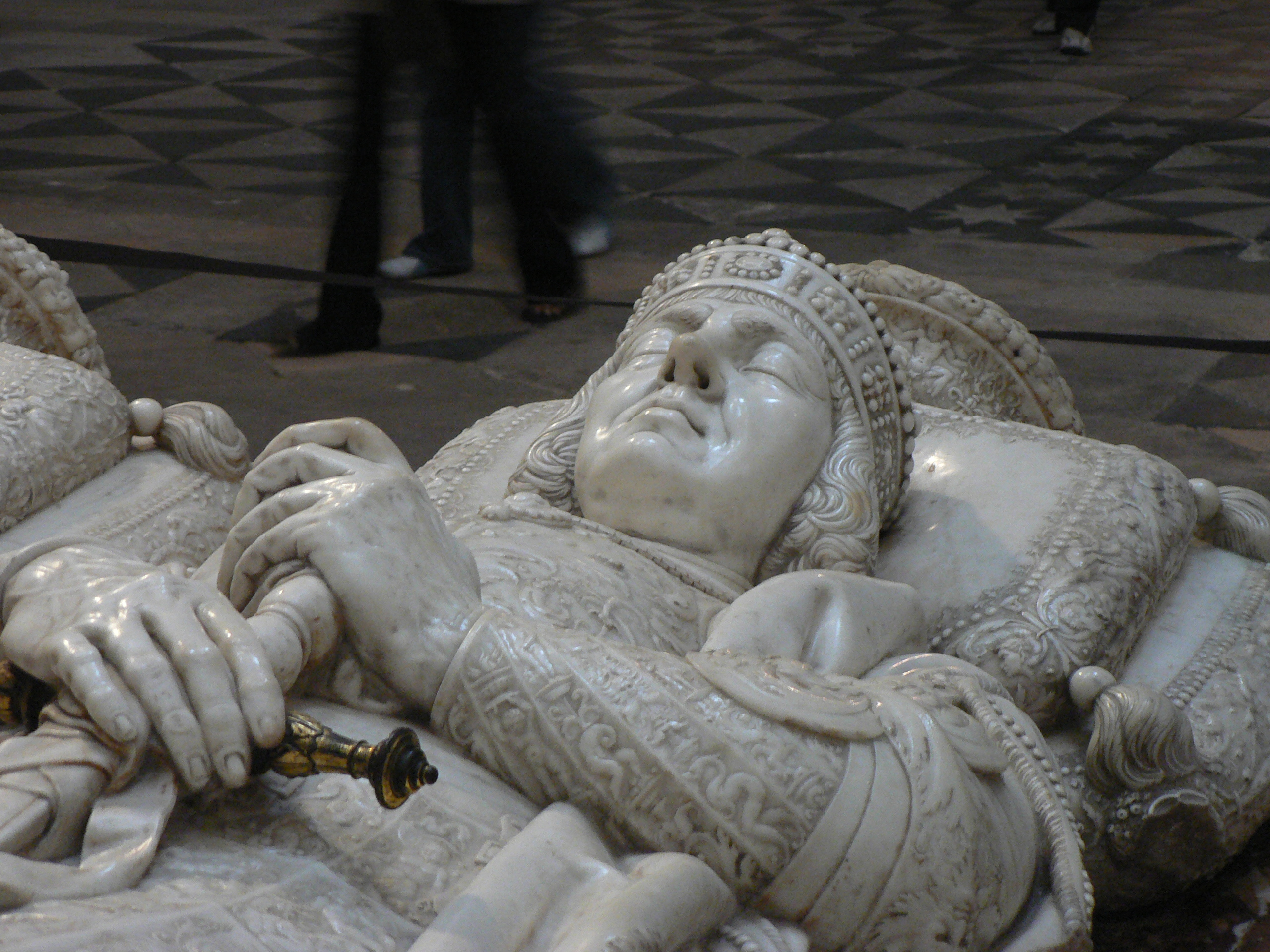
Detalle de la tumba del Condestable en la Catedral de Burgos.

##### Relieve delCamino del Calvario
Su primera obra en Burgos fue un gran relieve para el cabildo catedralicio, representando el Camino del Calvario, que se usaría para decorar el paño mural central del trasaltar de la catedral burgalesa. La obra se inició en 1498 y se acabó en marzo de 1499, cumpliendo el plazo acordado con el Cabildo, que le pagó los 200 ducados acordados y otros 30 más como muestra de su agradecimiento por su trabajo. Esa obra causó un gran impacto debido a que superaba el estilo tardogótico y en ella aparecía por primera vez una ornamentación renacentista en las pilastras de la puerta de Jerusalén, las cuales quedaban rematadas con dos temas clásicos en relación con los doce trabajos de Hércules. Después de realizar esta obra Felipe recibió nuevos encargos que le obligaron a instalarse en Burgos.

##### Tres relieves del trasaltar
El cabildo le pidió que realizara dos altorrelieves más a juego con el ya hecho. Estos se situarían en otros dos paños del trasaltar. El primero de ellos representaría la Crucifixión y el segundo El Descendimiento de la Cruz y la Resurrección. Ambos se acabaron en el año 1503.
Los tres relieves muestran el estilo inicial de Bigarny, con formas propias del gótico final del norte de Europa. Poseen figuras de noble porte, de actitudes y gestos dramáticos, de forzada expresión y capaces de conmover al espectador. También aparecen otros elementos renacentistas como el movimiento y la composición diagonal del primero de los paneles. La mala calidad de la piedra en que se labraron los relieves y su marco, en especial los Apóstoles debidos a Simón de Colonia y su taller, ha alterado gravemente su estado inicial.

##### Capilla de los Condestables
En colaboración con Diego de Siloé, hizo el retablo de la capilla de los Condestables de Castilla. Labró en mármol de Carrara las esculturas yacentes del condestable de Castilla Pedro Fernández III de Velasco y su esposa Mencía de Mendoza y Figueroa que allí se encuentran.

##### Sillería del coro
Sillería del coro, en la nave principal.

#### Otras obras

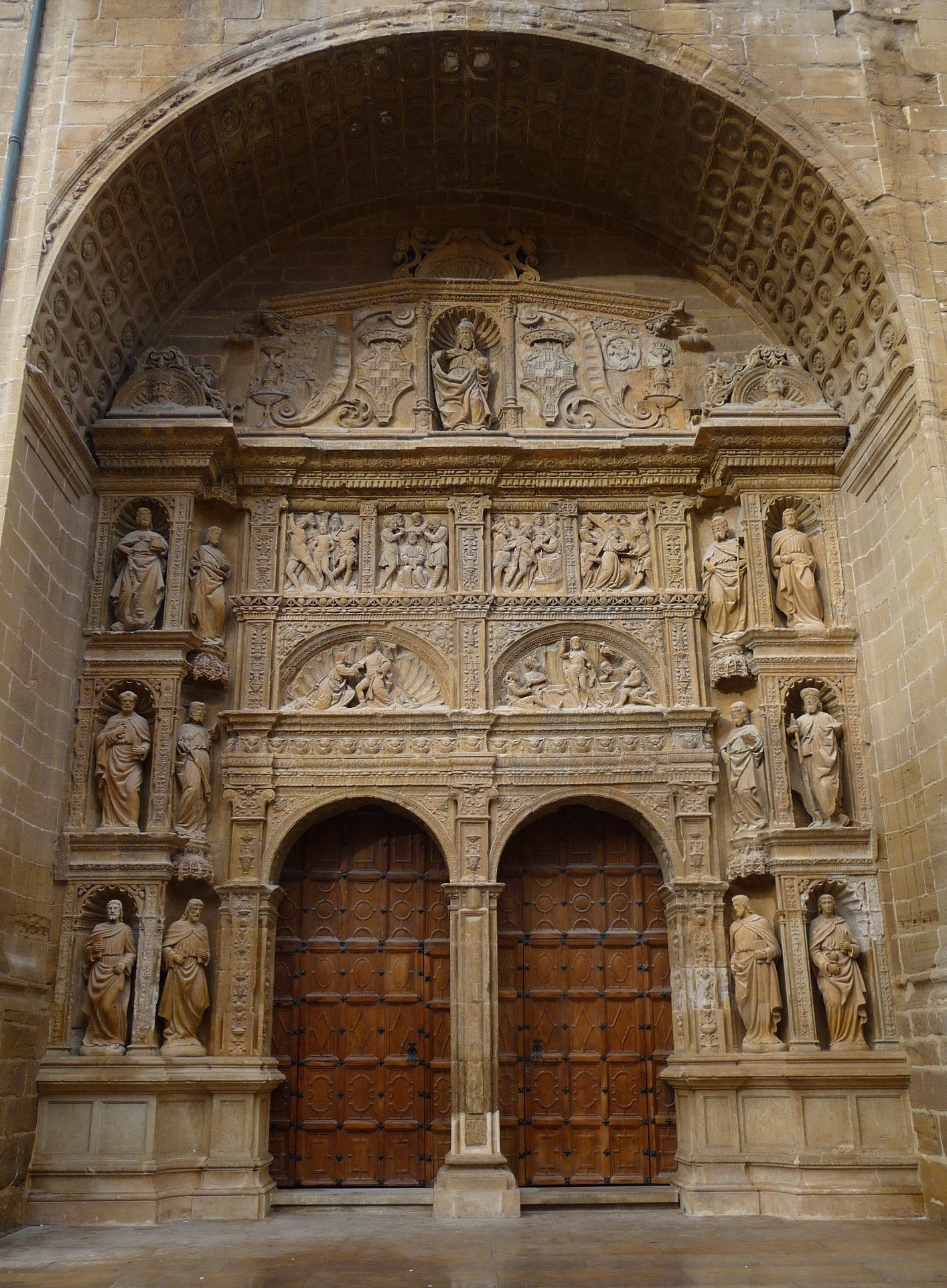
Portada principal de la Iglesia de Santo Tomás de Haro. Estilo plateresco.

- Retablo mayor de la Catedral de Santa María de Toledo (de 1500 a 1503). Trabajó con Copín de Holanda. Contrasta el estilo gótico de este conjunto en escultura y arquitectura con el estilo renacentista del retablo de la Descensión hecho para la misma catedral.
- Retablo de la universidad de Salamanca (1503).
- Esculturas del retablo de la capilla mayor de la Catedral de Palencia (entre 1505 y 1507). Es en parte obra de taller y Bigarny solo se comprometió a que fueran de su mano los rostros.
- Sillería coral de la Catedral de Burgos (1505-1512). Fue pedido por el Cabildo dentro del plan de renovación de ésta. Bigarny contó con el tallista Andrés de Nájera y con un equipo de oficiales de muy distinta categoría. Se acabó en 1512.
- Retablo de la Capilla de los Reyes de la iglesia de San Gil de Burgos (principios del siglo XVI). Se mezcla la tradición tardogótica con algunos elementos renacentistas tanto en la escultura como en la arquitectura. Se inspira en la Capilla de la Buena Mañana de esta misma parroquia.
- Retablo para la Catedral Magistral de los Santos Niños Justo y Pastor de Alcalá de Henares, destruido por elementos del Frente Popular al comienzo de la guerra civil española, y dos retablos para Torrelaguna (Madrid) (principios del siglo XVI). Encargados por el cardenal Cisneros y realizados junto con León Picardo.
- Retablo para don Gutierre de Mier y para la iglesia de Cervera de Pisuerga (Palencia) (1513).
- Retablo de la devoción de San Bartolomé (1514). Este era para el altar de la cofradía de dicho santo, en la iglesia de San Esteban de Burgos. León Picardo se debía encargar de la pintura; colaboró continuamente con Bigarny, policromando muchas de sus esculturas. Actualmente la obra se encuentra en la iglesia de San Lesmes de Burgos. Está formada por una imagen de bulto del santo, una serie de tablas pintadas y una arquitectura de formas platerescas.
- Portada y retablo mayor de la iglesia de Santo Tomás de Haro (entre 1516 y 1519). Construidas las dos por encargo de Íñigo Fernández de Velasco y Mendoza.[15] El retablo fue destruido tras derrumbarse una parte del edificio durante su construcción.
- Sepulcro del canciller Juan Selvaggio (1519). Lo haría junto con Berruguete en Zaragoza. Destruido con la voladura del templo por las tropas napoleónicas durante el primer sitio de Zaragoza.
- Retablo mayor de la Capilla Real de Granada, construida en honor a los Reyes Católicos. Diseñó el conjunto y en su ejecución contó con la colaboración posiblemente de Jacopo Florentino.
- Retablo de la Descensión o del Pilar en la Catedral de Toledo, realizada entre 1520 y 1527.
- Sepulcro del canónigo Gonzalo de Lerma, para la capilla de la Presentación de la Catedral de Burgos. Realizado en alabastro blanco en 1524.
- Parte de la sillería del coro de la catedral de Toledo. Entre 1539 y su fallecimiento.
- Esculturas del Palacio de los Condes de Miranda en Peñaranda de Duero.

#### Atribuciones sobre las que existen dudas
Aunque tradicionalmente se ha atribuido a Bigarny la decoración del monasterio de Nuestra Señora de la Piedad de Casalarreina y se sabe que en 1519 residió durante un tiempo en esta localidad, no existe indicio alguno para suponer que Felipe y Matías, su entallador, trabajaran en las obras de esta iglesia. José Martí y Monsó realizó un estudio sobre las obras de Haro y Casalarreina, dando un resultado negativo para esta última, con lo que la mayoría de los especialistas actuales ya no atribuyen su autoría a Bigarny o a su taller.

### Arquitectura
Se ha hablado poco sobre Bigarny como arquitecto. No tuvo grandes éxitos con sus obras arquitectónicas a pesar de su esfuerzo por introducirse en trabajos de este tipo. Se cree que hizo unos diseños para el cimborrio de la catedral de Burgos (que finalmente se reconstruyó con planos de uno de sus discípulos, Juan de Langres) y el arco de Santa María de la misma ciudad. Presentó proyecto para la torre de la iglesia de Santa María del Campo, sin resultar elegido.